# Isla de Lobos

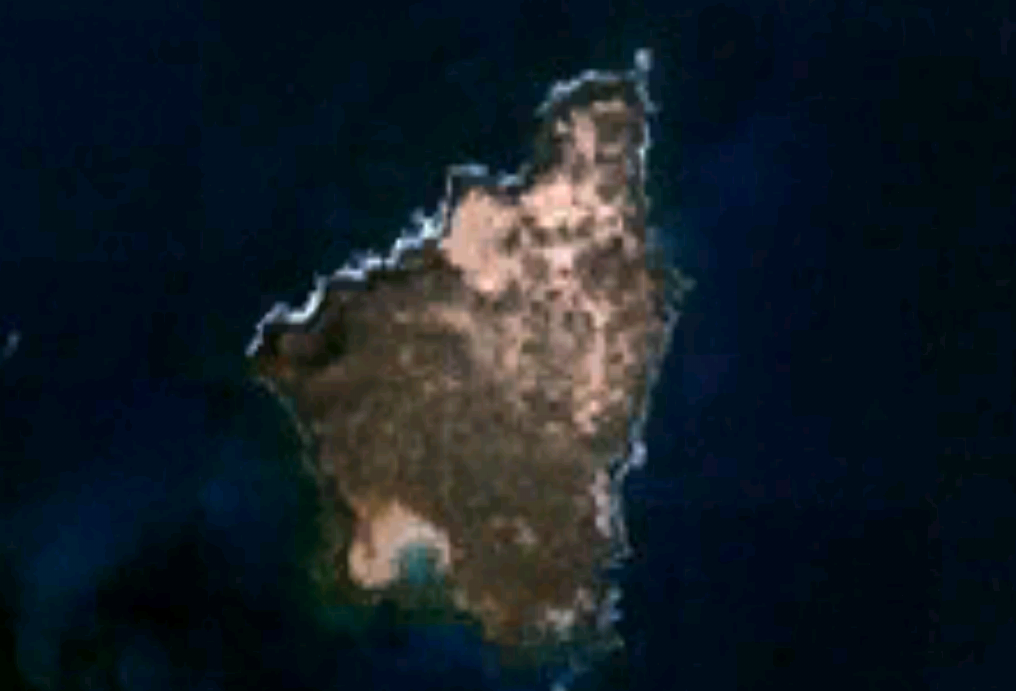
Satellietfoto (NASA)

Isla de Lobos is een klein eilandje en natuurpark (Natuurpark Islote de LMobos) voor de kust van Fuerteventura dat valt onder de gemeente La Oliva. Verschillende boten varen een aantal keer per dag vanaf Corralejo op en neer naar het onbewoonde, 6 km² grote eiland op drie kilometer ten noordoosten van Fuerteventura. Op het eiland bevinden zich vulkaankegels, duinen, zoutpannen en stranden.
Enkele huizen, waaronder twee restaurants voor dagjestoeristen, bevinden zich in El Puertito, het enige plaatsje op Lobos. 
De overzetveren meren aan in de Puerto Isla de Lobos aan de zuidzijde van het eiland waar zich ook een klein bezoekerscentrum bevindt.

## Geografie
Isla de Lobos is een relatief jong vulkanisch eiland. Het ontstond ca. 2 miljoen jaar geleden, terwijl het naburige Fuerteventura 20 miljoen jaar geleden gevormd werd. De overblijfselen van de uitgedoofde en ingestorte vulkaan vormen het hoogste punt met 127 meter. Geologisch interessant zijn de vele heuveltjes ("hornitos") als overblijfsel van het vulkanisme op het eiland.

## Geschiedenis
Ontdekkingsreizigers en Spaanse soldaten landden op het eiland vanaf het begin van de 15de eeuw. Ze troffen er een kolonie monniksrobben ('zeewolven') aan die een makkelijke prooi bleken te zijn voor de hongerige avonturiers. De onfortuinlijke robben schonken het eiland wel zijn huidige naam.
In 1865 werd de vuurtoren opgericht aan de Punta de Martino. Sinds 1982 maakt het eiland deel uit van het natuurpark 'Parque Natural Dunas de Correlajo-Isla de Lobos' en geniet het een beschermde status.

## Bevolking
Het eiland heeft geen vaste bewoners meer sinds 1968, toen de vuurtorenwachter met zijn gezin het eiland verliet. De achtergebleven huisjes in El Puertito zijn, op enkele uitzonderingen na, sterk vervallen.

## Flora en fauna
Op het eiland komen meer dan 130 verschillende plantensoorten voor. Enkele, zoals de 'Berol', zijn zelfs endemisch, dat wil zeggen dat ze enkel op deze plaats voorkomen. De rotswanden aan de noordzijde van het eiland bieden een onderkomen aan verschillende soorten zeevogels.

## Klimaat
Zeer droog en winderig. In de zomermaanden valt er zo goed als geen neerslag. Een twintigtal regendagen per jaar.

## Archeologie
Archeologische opgravingen sinds 2012 hebben aangetoond dat er in de Romeinse tijd productie van de kostbare kleurstof purper plaatsvond op het eiland, grondstof hiervoor was een zeeslak die in grote hoeveelheden werd verzameld en verwerkt.

## Geboren
- Josefina Plá (1903-1999), schrijfster, dichteres, kunstenares en kunstcritica. Zij was de dochter van de vuurtorenwachter.

## Foto's van Isla de Lobos
Op de foto is aan de linkerkant van het eiland de Caldera de Lobos te zien, een vulkaan waarvan een kant is ingestort. Aan de rechterkant van het eiland is een haventje waar de boten kunnen aanmeren.